# Hermann IV. (Schwaben)
Hermann IV. (* vielleicht um 1015; † Sommer 1038) aus der Familie der Babenberger war Herzog von Schwaben von 1030 bis zu seinem Tod.

## Herkunft und Erbe
Er war der jüngere Sohn des Herzogs Ernst I. und der späteren Kaiserin Gisela von Schwaben, der jüngere Bruder des Herzogs Ernst II., dessen Aufstand gegen den Kaiser Konrad II., dem Stiefvater der Brüder, im Jahr 1030 mit dessen Tod endete.
Das Königreich Burgund, für dessen Erbe Ernst II. und damit Hermann IV. in Frage kamen, das aber vom Kaiser dem Halbbruder der beiden, dem späteren Kaiser Heinrich III. zugedacht war, ging wie geplant an letzteren, und Hermann, der noch unmündige mittlere Sohn Giselas konnte froh sein, dass ihm das Herzogtum Schwaben gelassen wurde. Sein Vormund wurde Bischof Warmann von Konstanz. Er starb bereits acht Jahre später, woraufhin der Kaiser das Herzogtum einzog und es bis 1045 selbst regierte.

## Familie
Hermann heiratete vielleicht 1036 Adelheid von Turin (* wohl 1015; † 27. Dezember 1091), die Herrin von Turin und Tochter des Markgrafen Udalrich Manfred von Turin aus der Familie der Arduine und der Berta, und führte seitdem selbst den Titel seines Schwiegervaters.

## Forschung
Einer späteren österreichischen Quelle folgend, hat sich die neueste Forschung in unkritischer Weise angewöhnt, dem traditionell als kinderlos angesehenen Herzog eine Tochter Richwara, Stammmutter der Zähringer beizulegen, während die von Franz Tyroller aufgebrachte These, die Grafen von Kastl und Sulzbach seien ebenfalls Nachfahren des Herzogs, allgemein abgelehnt wird. Weder ist die besitzgeschichtliche Argumentation der Richwara-These überzeugend noch die Lösung der Frage der Nahehen und der Altersverhältnisse. Das Lexikon des Mittelalters setzt die Heirat Hermanns 1036 an und auf der Stammtafel der Zähringer im Anhang die Geburt des ältesten Sohns der Richwara um 1040. Zu diesem Zeitpunkt wäre Richwara also nicht älter als vier Jahre gewesen. 2006 hat Hlawitschka siehe (Berthold I. (Zähringen)) diese Richwara-Abstammung zurückgewiesen.